# Frullania allophylla
Frullania allophylla là một loài rêu tản trong họ Jubulaceae. Loài này được (Hook. f. & Taylor) Taylor ex Stephani miêu tả khoa học lần đầu tiên năm 1909.